# Scelotes mirus
Scelotes mirus är en ödleart som beskrevs av  Roux 1907. Scelotes mirus ingår i släktet Scelotes och familjen skinkar. Inga underarter finns listade i Catalogue of Life.